# KG Essen

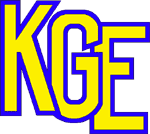
Vereinslogo

Die Kanusport-Gemeinschaft Essen (KG Essen) ist ein Kanuverein in Essen.
Der Verein wurde 1971 als Trainings- und Wettkampfgemeinschaft mehrerer in Essen Kanurennsport betreibenden Kanusportvereine gegründet und ist einer der erfolgreichsten Kanuvereine Deutschlands.
Das Bootshaus liegt am Baldeneysee, auf dem sich auch eine Regattastrecke befindet.

## Erfolge
Die Sportler des Vereins haben zahlreiche Medaillen bei Weltmeisterschaften und Olympischen Spielen gewonnen, daneben leistet der Verein auch eine erfolgreiche Jugendarbeit.
Zu den erfolgreichsten Sportlern des Vereins zählen u. a. Lutz Altepost, Katrin Borchert, Jonas Ems, Max Hoff, Lutz Liwowski, Max Rendschmidt, Thomas Reineck, Nadine Opgen-Rhein, Jan Schäfer, Barbara Schüttpelz, Tomasz Wylenzek, Rupert Wagner und Olaf Winter.

## Kooperation
Die Kanusport-Gemeinschaft Essen kooperiert mit dem Leistungszentrum NRW und der Eliteschule des Sports, dem Helmholtz-Gymnasium. Die Sportler gehen nach der Schule in das sogenannte Sportinternat. Dort essen sie zu Mittag und erledigen Hausaufgaben oder sonstige schulische Dinge. Anschließend fahren sie zum Baldeneysee, um dort zu trainieren.